# أليساندرا أمبروسيو
أليساندرا كورين ماريا أمبروسيو (بالبرتغالية: Alessandra Corine Maria Ambrósio‏)، عارضة أزياء برازيلية وُلدت في 11 أبريل 1981 في مدينة إيريتشيم بولاية ريو غراندي دو سول، البرازيل. اكتسبت شهرتها العالمية من خلال عملها مع شركة "فيكتوريا سيكريت"، حيث كانت أول وجه إعلاني لخط PINK التابع للشركة، وشاركت كـ"ملاك" لفيكتوريا سيكريت بين عامي 2004 و2017.
عملت أمبروسيو أيضًا مع أبرز دور الأزياء العالمية، من بينها كريستيان ديور، أرماني، رالف لورن، ونيكست. وقد صنفتها مجلة فوربس في المرتبة الخامسة ضمن قائمة العارضات الأعلى دخلًا، إذ كانت تُقدّر أرباحها السنوية بـ6.6 مليون دولار.
تُعد أمبروسيو واحدة من أبرز رموز صناعة الأزياء في العالم، وغالبًا ما تصفها وسائل الإعلام بأنها من أكثر النساء جاذبية. كما تم اختيارها ضمن قائمة "أجمل 100 شخص في العالم" من قِبل مجلة بيبول في مايو 2007.

## روابط خارجية
- أليساندرا أمبروسيو على موقع IMDb (الإنجليزية)
- أليساندرا أمبروسيو على موقع إن إن دي بي (الإنجليزية)
- أليساندرا أمبروسيو على موقع قاعدة بيانات الفيلم (الإنجليزية)
- أليساندرا أمبروسيو على موقع دليل عارضات الأزياء (الإنجليزية)